# Heinz-Glas

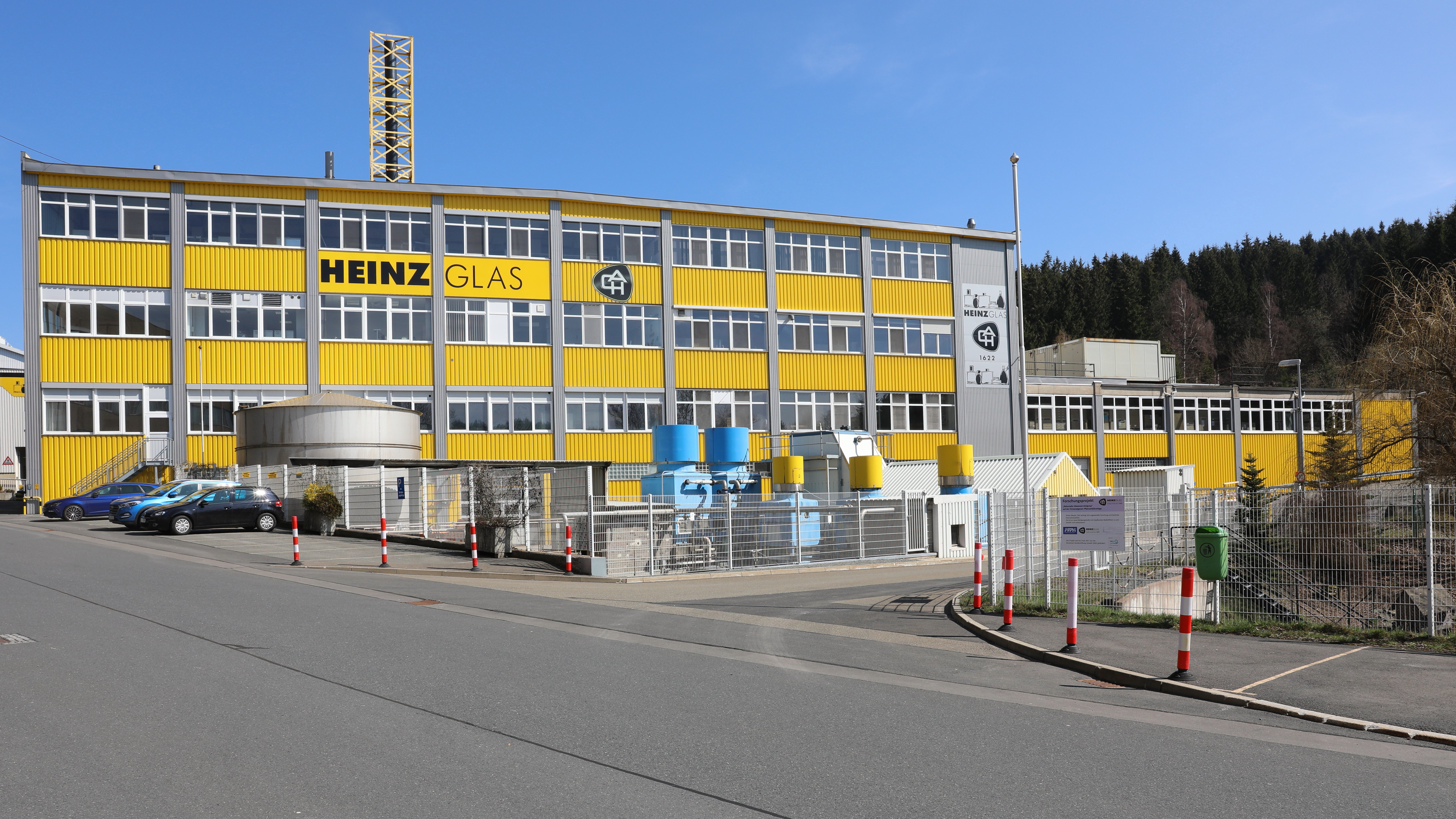
Heinz-Glas in Kleintettau

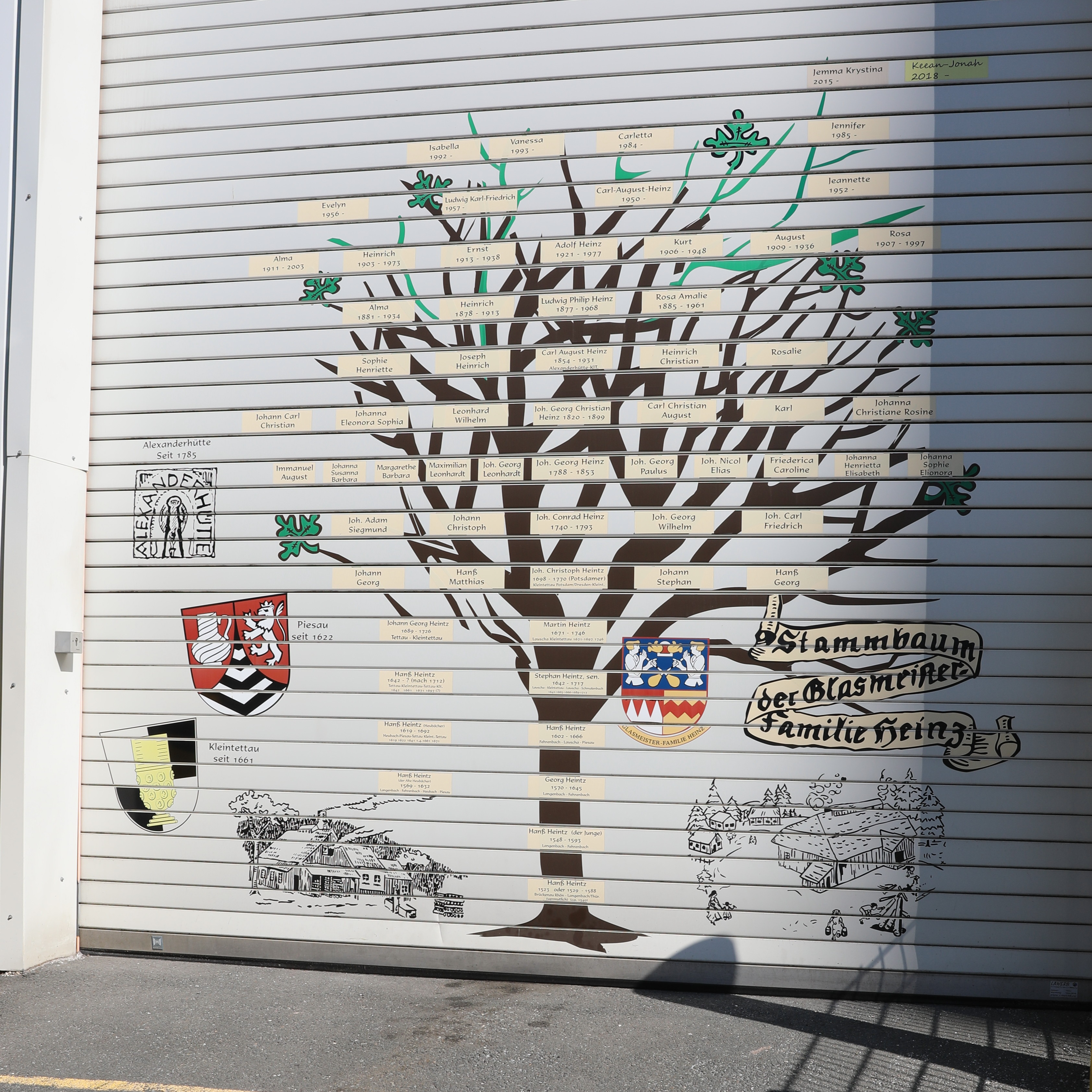
Stammbaum der Familie Heinz

Die Heinz-Glas GmbH & Co. KGaA ist die Konzernobergesellschaft der Heinz-Glas & Plastics Group mit Hauptsitz im oberfränkischen Tettau-Kleintettau. Die Unternehmensgruppe produziert und veredelt Glasflakons für die Parfüm- und Kosmetikindustrie. Der Unternehmensbereich Heinz-Plastics stellt seit 1955 Kunststoffbehältnisse und -verschlüsse her.

## Geschichte
1523 wurde der erste Glasmeister mit dem Namen Hans Hein(t)z in Thüringen urkundlich erwähnt. Die Gründung des Unternehmens Heinz-Glas war 1622, als sein Nachfahre Hans Hein(t)z der Ältere die Glashütte und den Ort Piesau (Thüringen) gründete. 1661 entstanden unter Hans Hein(t)z dem Jüngeren eine weitere Glashütte und damit der Ort Kleintettau in Franken.  An beiden Standorten wird heute noch produziert.
Seit Dezember 2013 ist Carletta Heinz in der 13. Generation im Unternehmen tätig. Sie lebt mit ihrer Familie in Nürnberg und ist inzwischen Mehrheitsaktionärin. Die verbleibenden Minderheitsanteile werden von weiteren sechs Mitgliedern der Familie Heinz gehalten.
Heinz-Glas übernahm 2018 den Bereich Parfüm- und Kosmetik-Verpackungen von der französischen Saverglass.
Im Januar 2023 wurde mitgeteilt, dass die Ganahl AG im schweizerischen Mönchaltorf mit einem Heinz-Anteil in Höhe von 92,86 % am 3. Januar 2023 Insolvenz angemeldet hat; das Unternehmen wurde liquidiert und die 40 Mitarbeiter entlassen.

## Werke
- Neuhaus am Rennweg-Piesau,  Deutschland
- Kleintettau,  Deutschland
- Sonneberg-Spechtsbrunn,  Deutschland
- Tettau-Langenau,  Deutschland
- Działdowo,  Polen
- Hranice u Aše,  Tschechien
- Changzhou,  Volksrepublik China
- Mumbai,  Indien
- Lima,  Peru